# Heidrun Alzheimer
Heidrun Alzheimer (* 30. April 1959 in Gemünden am Main) ist eine deutsche Volkskundlerin. 

## Werdegang
Nach dem Abitur 1978 arbeitete sie bis 1982 u. a. im Rahmen eines Volontariats im lokalen unterfränkischen Journalismus. Von 1982 bis 1986 studierte sie an der Universität Würzburg die Fächer Soziologie, Psychologie, Volkskunde sowie Pädagogik, welchen letzteren Studiengang sie mit einem Diplom abschloss. 1990 erfolgte ihre Promotion im Fach Volkskunde mit einer Arbeit zur Volkskunde in Bayern. 
Bis 2006 war sie in verschiedenen Positionen an der Universität Würzburg angestellt und erhielt in den Jahren 2000 und 2001 ein Habilitationsstipendium, bevor sie 2003 mit einer Arbeit zur narrativen Volksaufklärung in Würzburg habilitiert wurde. In der Folge erhielt sie die Venia legendi für Volkskunde. Von 2006 bis 2024 war sie Inhaberin des Lehrstuhls für Europäische Ethnologie an der Universität Bamberg. 2009 bis 2015 war sie Dekanin der Fakultät Geistes- und Kulturwissenschaften der Universität Bamberg.
Alzheimer war von 1992 bis 2010 Referentin der Hanns-Seidel-Stiftung. Zudem beteiligte sie sich im Rahmen eines Arbeitskreises des Bundesministeriums für Verteidigung an einer Studie zur öffentlichen Wahrnehmung der Bundeswehr. 2000 bis 2006 war sie wissenschaftliche Leiterin eines vom Bezirk Unterfranken geförderten Projektes zum Thema Brauchtum. Seit 2003 ist Alzheimer Erste Vorsitzende des Vereins zur Veröffentlichung wissenschaftlicher Studien der Volkskunde, seit 2005 Mitglied im Beirat der Görres-Gesellschaft – seit 2015 deren Vizepräsidentin – und Mitherausgeberin des Jahrbuchs für Europäische Ethnologie der Görres-Gesellschaft sowie seit 2007 Vertreterin der Volkskunde im Beirat des Bayerischen Landesvereins für Heimatpflege.
Im Jahr 2012 übernahm Alzheimer die Leitung der volkskundlichen Sektion der Görres-Gesellschaft. Ferner ist sie seit 2013 ordentliches Mitglied der Kommission für bayerische Landesgeschichte bei der Bayerischen Akademie der Wissenschaften. Ein Jahr später wurde sie Mitglied im Expertenkomitee für das Immaterielle Kulturerbe beim Bayerischen Staatsministerium für Bildung und Kultus, Wissenschaft und Kunst, dessen stellvertretende Vorsitzende sie seit Februar 2015 ist. Kurz darauf wurde sie Mitglied im Ausschuss des Historischen Vereins Bamberg.
Alzheimer war zudem Mitglied im Senat der Universität Bamberg und auch noch in zahlreichen anderen Funktionen in verschiedenen Institutionen tätig. Zu ihren Forschungsschwerpunkten gehören die narrativen Elemente der Volkskunde, die Volksaufklärung, die Gender Studies in der Ethnologie.

## Schriften (Auswahl)
- Volkskunde in Bayern. Ein biobibliographisches Lexikon der Vorläufer, Förderer und einstigen Fachvertreter. (= Veröffentlichungen zur Volkskunde und Kulturgeschichte. Band 50 / Bio-bibliographisches Lexikon der Volkskunde / Zugleich: Dissertation, Uni Würzburg 1990). Bayerische Blätter für Volkskunde, Würzburg 1991, DNB 920159389 (PDF).
- Handbuch zur narrativen Volksaufklärung. Verhaltensnormierung durch „Moralische Geschichten“ 1780–1848. (Zugleich: Habilitation, Uni Würzburg 2003). de Gruyter, Berlin 2004, ISBN 978-3-11-017601-8.
- Kaffee. Konsum, Kultur, Kommerz. (= Begleitpublikation zur gleichnamigen Ausstellung im Museum Malerwinkelhaus Marktbreit, 20. März bis 18. Juli 2004 / Schriftenreihe des Museums Malerwinkelhaus. Band 4). Marktbreit 2004.
- Frauen in der Volkskunde. Ein Beitrag zur Wissenschaftsgeschichte. Otto-Friedrich-Universität Bamberg, Bamberg 2018 (PDF).